# Bogusław Linda
Bogusław Linda (* 27. června 1952 Toruň) je polský herec a režisér.

## Životopis
Vystudoval čtvrtou vysokou školu v Toruni. V Krakově studoval na akademii múzických umění, poté se stal zakladatelem varšavské filmové školy, na níž přednášel.
První velkou roli získal ve filmu Horečka od Agnieszky Holland. Později hrál ve filmech Samotná žena, Člověk ze železa nebo Matka králů. Často hraje jedince poznamenané existenciální úzkostí, kteří jsou nuceni zoufale bojovat s realitou.
V Česku je znám jako Ivan Sekal z filmu Je třeba zabít Sekala, jako Petronius z historického Quo Vadis nebo jako Honza Doležal z thrilleru Kajínek.
Ve svém rodném městě Toruń byl roku 2004 v tamní aleji hvězd poctěn svým podpisem ve tvaru perníku. Je ženat s fotografkou Lidií Popiel. Má dva syny a dceru.

## Filmografie
- 2011 - Varšavská bitva 1920
- 2010 - Kajínek
- 2009 - Podezření
- 2006 - Jasminum
- 2006 - Letní láska
- 2005 - Čas surferů
- 2001 - Pumpa
- 2001 - Quo Vadis
- 2001 - Sezóna na hejly
- 1999 - Operace Simoom
- 1999 - Pan Tadeáš
- 1998 - Je třeba zabít Sekala
- 1997 - Sara
- 1996 - Seznamka
- 1995 - Tatínek
- 1993 - Čas čarodějnic
- 1993 - Janek Vodnář
- 1993 - Všechno nejdůležitější
- 1992 - Památník nalezený v odpadcích
- 1992 - Psi
- 1992 - Vše, na čem záleží
- 1991 - In Flagranti
- 1991 - Kroll
- 1990 - Porno
- 1988 - Dekalog VII.
- 1987 - Podmíněný rozsudek
- 1987 - Tak mě radši zabij, poldo!
- 1983 - Eskymačce je zima
- 1982 - Danton
- 1982 - Matka Králů
- 1981 Člověk ze železa
- 1981 - Náhoda
- 1981 - Samotná žena
- 1981 - Trauma
- 1980 - Horečka
- 1980 - Závistivec
- 1977 - Past